# Primera División (Argentinien) 1953
Die Primera División 1953 war die 23. Spielzeit der argentinischen Fußball-Liga Primera División. Begonnen hatte die Saison am 5. April 1953. Der letzte Spieltag war der 21. November 1953. Als Aufsteiger kam Gimnasia y Esgrima de La Plata aus der Primera B Nacional dazu. River Plate beendete die Saison als Meister und konnte damit seinen Vorjahrestriumph wiederholen. In die Primera B Nacional musste Estudiantes de La Plata absteigen.

## Abschlusstabelle
| Pl. | Verein                          | Sp. | S  | U  | N  | Tore    | Diff. | Punkte |
| --- | ------------------------------- | --- | -- | -- | -- | ------- | ----- | ------ |
| 1.  | River Plate (M)                 | 30  | 18 | 7  | 5  | 060:360 | +24   | 43     |
| 2.  | CA Vélez Sarsfield              | 30  | 13 | 13 | 4  | 053:350 | +18   | 39     |
| 3.  | Racing Club                     | 30  | 16 | 7  | 7  | 053:400 | +13   | 39     |
| 4.  | CA Independiente                | 30  | 14 | 7  | 9  | 052:470 | +5    | 35     |
| 5.  | CA San Lorenzo de Almagro       | 30  | 15 | 4  | 11 | 055:360 | +19   | 34     |
| 6.  | Gimnasia y Esgrima La Plata (N) | 30  | 13 | 6  | 11 | 055:430 | +12   | 32     |
| 7.  | Boca Juniors                    | 30  | 11 | 6  | 13 | 041:370 | +4    | 28     |
| 8.  | Chacarita Juniors               | 30  | 9  | 10 | 11 | 035:380 | −3    | 28     |
| 9.  | CA Rosario Central              | 30  | 10 | 8  | 12 | 043:510 | −8    | 28     |
| 10. | CA Lanús                        | 30  | 11 | 5  | 14 | 044:450 | −1    | 27     |
| 11. | CA Platense                     | 30  | 8  | 11 | 11 | 048:610 | −13   | 27     |
| 12. | CA Huracán                      | 30  | 9  | 8  | 13 | 043:520 | −9    | 26     |
| 13. | CA Banfield                     | 30  | 8  | 9  | 13 | 040:480 | −8    | 25     |
| 14. | Ferro Carril Oeste              | 30  | 9  | 7  | 14 | 040:560 | −16   | 25     |
| 15. | CA Newell’s Old Boys            | 30  | 8  | 6  | 16 | 034:500 | −16   | 22     |
| 16. | Estudiantes de La Plata         | 30  | 9  | 4  | 17 | 035:560 | −21   | 22     |

| (M) | Vorjahres-Meister                                    |
| (N) | Vorjahres-Aufsteiger aus der Primera B Nacional 1952 |

## Meistermannschaft
| River Plate | |
|             | Pascual Adessio, Luis Bravo, Amadeo Carrizo, Carlos Alberto Díaz, Alberto Evaristo, Héctor Ferrari, Augusto Fumero, Alberto Gallo, Walter Gómez, Bernardo Gustavino, Ángel Labruna, Félix Loustau, Alfredo Pérez, Eliseo Prado, José Ramos, Félix Respuela, Pascasio Sola, Lidoro Soria, Juan Carlos Spada, Roberto Tesouro, Octavio Trillini, Julio Venini, Santiago Vernazza, Norberto Yácono, Roberto Zárate Trainer: José María Minella |

## Torschützenliste
| Pl. | Nat.        | Spieler           | Verein                | Tore |
| --- | ----------- | ----------------- | --------------------- | ---- |
| 1   | Argentinien | Juan Benavidez    | CA San Lorenzo        | 22   |
| 1   | Argentinien | Juan José Pizzuti | Racing Club           | 22   |
| 3   | Argentinien | Raúl Gutiérrez    | Gimnasia y Esgrima LP | 21   |
| 3   | Argentinien | Eliseo Prado      | River Plate           | 21   |
| 5   | Argentinien | Norberto Conde    | CA Vélez Sarsfield    | 19   |